# Emmerich Joseph Otto von Hettersdorf
Emmerich Joseph Otto Johann Philipp Heinrich Valentin von Hettersdorf (né le 20 octobre 1766 à Volkach, mort le 7 avril 1830 à Aschaffenbourg) est chanoine dans les chapitres de Mayence, Spire et Wurtzbourg, devient capitaine après la sécularisation et plus tard chambellan du royaume de Bavière. Il se distingue aussi comme compositeur de chansons pour le théâtre musical.

## Biographie
Le père de petite noblesse est probablement Franz Philipp Ernst von Hettersdorf (de), qui réside à Volkach en tant qu'Amtmann de la principauté épiscopale de Wurtzbourg. La mère est Eleonora Susanne von Riedesel (de) zu Eisenbach. La famille compte des membres dans les chapitres des cathédrales de Mayence, Würzburg et Fulda depuis le XIVe siècle. Emmerich Joseph Otto est également tonsuré pour une carrière spirituelle. Il accède au poste de chanoine à Mayence, Spire et Wurtzbourg.
Le 15 octobre 1777, von Hettersdorf prête serment de domicilaire à la collégiale Saint-Burchard de Wurtzbourg (de). Le poste est associé à une prébende du chapitre de la cathédrale. Il fait la même chose à Bruchsal, qui se trouve dans l'évêché de Spire. En 1781, Emmerich Joseph Otto s'inscrit à l'université de Bamberg. Il poursuit ensuite ses études à Mayence, où il s'inscrit en droit en 1785. À Mayence, il a également la possibilité de poursuivre ses études à Erfurt en 1786. Il apparaît pour la dernière fois en 1798 comme chanoine à Mayence et Wurtzbourg.
Avec la fin des territoires cléricaux à la suite de la sécularisation en 1802-1803, de nombreux membres du clergé perdent leurs fonctions. Hettersdorf se résigne au clergé et devient juge du gouvernement et du tribunal de Mayence, devenant même plus tard Oberamtmann de Krautheim. En 1814, Hettersdorf s'engage dans l'armée (de) du grand-duché de Wurtzbourg, où il est enregistré comme capitaine à Aschaffenbourg. Avec d'autres volontaires du Spessart, il est enrôlé en France la même année. Après la dissolution du grand-Duché, il devient brièvement capitaine de grenadier dans le royaume de Bavière.
Hettersdorf accède au poste de chambellan du roi de Bavière en 1814. Il est également enregistré comme compositeur pour la première fois en 1802. Hettersdorf donne des pièces pour piano et chant. Vers 1803, lors d'un séjour à la principauté de Linange à Amorbach, une pièce est présentée, il s'agit de la mise en musique du poème Eginhard und Emma, écrite par Helmina von Chézy, qui est offerte en cadeau à l'électeur de Mayence, Charles-Théodore de Dalberg.